# Japonsko na Zimních olympijských hrách 1994
Japonsko na Zimních olympijských hrách 1994 reprezentovalo 59 sportovců (43 mužů a 16 žen) v 11 sportech.

## Medailisté
| Medaile | Jméno                                                        | Sport              | Disciplína                        |
| ------- | ------------------------------------------------------------ | ------------------ | --------------------------------- |
| Zlato   | Takanori Kono Masashi Abe Kenji Ogiwara                      | Severská kombinace | Družstvo mužů                     |
| Stříbro | Takanori Kono                                                | Severská kombinace | Muži jednotlivci                  |
| Stříbro | Jinya Nishikata Takanobu Okabe Noriaki Kasai Masahiko Harada | Skoky na lyžích    | Družstvo mužů velký můstek (K120) |
| Bronz   | Manabu Horii                                                 | Rychlobruslení     | Muži 500 m                        |
| Bronz   | Hiromi Jamamotová                                            | Rychlobruslení     | Ženy 5 000 m                      |